# Старологиново (Колосовский район)
Старологиново — упразднённая деревня в Колосовском районе Омской области. Входила в состав Новологиновского сельсовета. В 1972 году объединена с селом Новологиново и исключена из учётных данных.

## География
Располагалось на левом берегу реки Оша, в 0,5 км (по прямой) к северо-востоку от центра сельсовета села Новологиново.

## История
Основана в 1775 году. В 1928 году состояла из 44 хозяйств. В административном отношении входила в состав Ново-Логиновского сельсовета Нижне-Колосовского района Тарского округа Сибирского края. К 1977 г. деревни Старо-Логиново и Ново-Логиново в результате массового строительства слились между собой, поэтому было принято решение об объединении населённых пунктов в один населённый пункт село Новологиново.

## Население
По переписи 1926 г. в деревне проживало 191 человек (93 мужчины и 98 женщин), основное население — русские.